# WorldPride Toronto 2014
El WorldPride Toronto 2014 fue la cuarta edición del WorldPride que se celebró con motivo del Día Internacional del Orgullo LGBT. Se celebró en la ciudad canadiense de Toronto en el año 2014.

## Elección de la ciudad
El Orgullo de Toronto, en colaboración con la agencia de turismo de la ciudad, Turismo de Toronto, presentó una oferta para recibir el WorldPride 2014 en Toronto desde el 20 al 29 de junio de 2014. La 28ª conferencia anual de InterPride, celebrada en octubre de 2009 en San Petersburgo (Florida), Estados Unidos, votó a favor de aceptar la oferta de Pride Toronto para celebrar WorldPride 2014 por primera vez en América del Norte. En la primera ronda de la votación Toronto ganó 77 votos a favor, mientras que Estocolmo consiguió 61. En la segunda ronda de votación se eliminó Estocolmo y Toronto ganó 78% de los votos, el cumplimiento de la mayoría de 2/3, necesaria para finalizar el proceso de selección.

## Eventos
El WorldPride 2014 en Toronto incluyó: una ceremonia de inauguración, una conferencia internacional de los derechos humanos, una variedad de redes y eventos sociales, incluyendo celebraciones del Día de Canadá y del Día de la Independencia de los Estados Unidos y una exposición que conmemoraba el 45 aniversario de los Disturbios de Stonewall. 
Funcionarios del Orgullo de Toronto, dijeron que la Semana del Orgullo 2009 atrajo una estimación de un millón de personas a Toronto y contribuyó con 136 millones $ a la economía de la ciudad, haciendo que este fuese unas cinco veces más grande.